# Lilla Karlsö
Lilla Karlsö är en ö i Östersjön som ligger cirka tre kilometer utanför Gotlands västkust och ingår i Eksta socken. Den har en mycket särpräglad geologi, ett unikt växt- och fågelliv och en speciell kulturhistoria. Den är därför ett välbesökt naturreservat. Den är också ett Natura 2000-område samt ett IBA (Important Bird Area) med flera fågelskyddsområden. Öns yta är 160 hektar.

## Historia
Det är osäkert när de första människorna började bruka Karlsöarna. På Stora Karlsö har man hittat spår efter bosättningar från olika perioder under stenåldern. På Lilla Karlsö saknas i stort sett sådana fynd. Rakt innanför Karlsöarna, på Ekstakusten, ligger Ajvideboplatsen, en omfattande stenåldersbosättning som använts under tiden 5 000–1 000 f.Kr. Det förefaller rimligt att människor från Ekstakusten sökt sig ut till öarna för den goda tillgången på sjöfågel och säl. Då Stora Karlsö har en mer skyddad hamn än Lillön, har den kanske varit mera lämpad för längre och stadigare bruk.
Från bronsåldern (1 700–500 f.Kr.) finns på Lilla Karlsö gravrösen och från järnåldern (500 f.Kr.–375 e.Kr.) flera skeppssättningar. En av de tidigaste skriftliga källorna om Lilla Karlsö är Karlskrönikan från mitten av 1400-talet, i vilken skildras ett skeppsbrott som Erik av Pommern lidit vid öarna 1433. Kanske har denna förlisning så småningom gett upphov till den sägen, enligt vilken några skepp ur Valdemar Atterdags flotta skulle ha gått under utanför öarna och sjunkit med skatterna efter brandskattningen av Visby 1361. I danska medeltida dokument kallas öarna för Fågelöarna (”Foulleholmerna”), säkerligen just för sin goda tillgång på sjöfågel.
Så småningom har öarna tagits i bruk för fårbete. Från senare tid finns på Lilla Karlsö rester av husgrunder, vilka troligen är gamla lambgift (fårstior) eller fiskebodar. Carl von Linné besökte ön den 14 juli 1741, under sin gotländska och öländska resa. Han mötte då de ursprungliga gotländska utegångsfåren på ön. Ön brukades då av bönder i Eksta socken. Enligt en uppgift i Analecta Gothlandica från 1740-talet hade ön tidigare varit täckt av en rik skog, men att denna avverkats för skeppsbyggnad. Selma Lagerlöf skildrar i Nils Holgerssons underbara resa genom Sverige från 1906–1907 ett rävbesök på Lilla Karlsö. 1954 inköptes ön av Svenska Naturskyddsföreningen. 1955 fridlystes ön som naturminne, med syfte att ”värna om öns nuvarande karaktär av ålderdomligt gotländskt beteslandskap”, men också för att ”skydda öns topografi mot skadegörelse” samt ”vårda öns fauna och flora”.

## Geografi och geologi
Lilla Karlsö bildades under silurtiden för cirka 400 miljoner år sedan. Under silur låg det nuvarande Gotland ganska nära ekvatorn. Lilla Karlsö bildades av ett flertal stora korallrev och laguner i ett grunt tropiskt hav, rikt på organismer som sjöliljor, armfotingar, mossdjur, blötdjur, trilobiter och svampdjur. Kring reven lagrades under årmiljonerna döda organismer och slam i skikt efter skikt och bildade därigenom den kalkrika berggrunden. Lagren och de inlagrade fossilen är tydligt synliga på många ställen runt ön.
Öns nuvarande form skulpterades fram efter den senaste istiden för cirka 15 000 år sedan, av Baltiska issjön, Yoldiahavet, Ancylussjön och Littorinahavet.
Lilla Karlsö domineras av en nästan cirkelrund högplatå, vars högsta del når 66 meter över havet. Platån inramas i norr och söder av strandslätter, men i öster och väster stupar klintarna nästan rakt ned i havet – Gotlands högsta och mäktigaste klintstup.
Platån är praktiskt taget platt. Den utgör ett alvar, med endast ett tunt jordlager, och med talrika kalkhällar i dagen. Runt högsta punkten finns strandvallar, som troligen bildats under inlandsisens avsmältning i Baltiska issjön. En del forskare menar att platåns högsta delar även kan ha stuckit upp ur inlandsisen som en så kallad nunatak.
På olika höjd i öns klintstup har, under de olika skedena, vattnet gröpt ur ungefär 25 grottor, av vilka ett par är 30 meter djupa. De mäktigaste är Suder Vagnshus på Suderslätt och Norder Vagnshus på Norderslätt. Frammejslade av havet är även de raukar som finns runt ön, i rasbranterna, på strandslätterna och i vattenlinjen.
Suderslätt är den större av strandslätterna. Den är i huvudsak hedartad, men har även en liten sötvattensmyr. Den har ett mindre antal raukar, däribland dock den imponerande Stalen (”Predikstolen”) – Gotlands högsta fristående rauk, 16 meter hög. Suderslätt kantas av en bred, vit klapperstensstrand.
Norderslätt är mindre, betydligt frodigare och med ganska många mindre raukar. Stranden är i huvudsak klippig.
Ön har en omkrets på 4,5 kilometer. Dess yta är 160 hektar. En större brygga finns vid Suderslätts östligaste ände. En mindre anläggningsplats finns vid Smöjge på Norderslätt.

## Djur- och växtliv
Lilla Karlsös djurliv domineras av fåglar och av de behornade gotländska utegångsfåren. En gråsälkoloni finns på ön. Andra däggdjur är öns många fladdermöss. Skogshare har från tid till annan funnits på ön, senast 1942–1977, men är nu alltså försvunna. Insektslivet är rikt, med cirka 400 skalbaggsarter, bland annat liten ekoxe, gräsgrön guldbagge och pingborre. Snoken är ganska talrik.

### Fågelliv
Karlsöarna är Östersjöns enda motsvarighet till Atlantens fågelberg. På klipphyllor i klintstupen häckar cirka 1 600 par sillgrisslor och cirka 800 par tordmular. Dessutom finns cirka 20 par tobisgrissla som häckar under block och i hålor.
Här finns Gotlands största kolonier av trutar och änder, liksom omkring 100 par skärpiplärka. Här häckar pilgrimsfalk, och örnar söker dagligen föda vid ön.
Sötvattensmyren på Suderslätt för hemvist för ett flertal vadarfåglar.

### Gutefåren
På ön betar en besättning av det behornade gutefåret, Sveriges äldsta fårras. Fåren ser ut som fåren gjorde på bronsåldern.
I början av 1900-talet försvann de behornade fåren snabbt ur det svenska lantbruket, sedan Lantbruksstyrelsen 1923 beslutat om att ”horn eller större hornknappar må ej tillåtas”.
När blott ett litet antal behornade får i några få besättningar runt om på Gotland återstod, började det samlas ihop av Edvard Grealert omkring år 1920. År 1938 överfördes några av hans djur till Skansen, och därifrån gick året efter några djur vidare till Slottsskogen i Göteborg. År 1942 skaffade Konrad Hellsing också några behornade gotländska får. I början av 1950-talet hade ytterligare besättningar startats, bland annat av Arvid Ohlsson. När Svenska Naturskyddsföreningen köpt Lilla Karlsö beslutades att Konrad Hellsings besättning skulle få en fristad på ön. Den 25 maj 1954 skeppades de första gutefåren (också kallade ”åilambi”, ö-får, eller ”hånnlambi”, hornfår) ut till ön. Besättningen utgjordes då av en bagge, 23 tackor och 27 lamm. Nu uppgår fårstammen på ön till cirka 130 tackor, 25 baggar och 150–250 lamm. 
Ett viktigt skäl till att skydda gutefåret är att anlag, som avlats bort i modern fårskötsel, men som kan visa sig värdefulla i framtiden, på detta sätt bevaras i en levande genbank. Gutefåren är mycket härdiga, och kan gå ute året runt. I dag betar de på Lilla Karlsö från den 1 april till årsskiftet. Januari till mars finns de hos ägaren inne på Gotland och har tillgång till ladugård.

### Växtlighet
Det betade alvarlandskapet ger växtligheten en huvudsakligen hedartad karaktär. Det vanligaste gräset är fårsvingel. Ön präglas av kort och nedbetad vegetation, med bland annat gul och vit fetknopp och backtimjan. Ett tydligt undantag utgör de gråvita tuvorna av malört och den mörkgröna, vitblommiga tulkörten. Dessa ratas av fåren då de är giftiga.
Bland de unika Karlsöväxterna finns den av Linné upptäckta karlsösallaten, liksom ormbunken hjorttunga.
Rester av en gammal lövskog av ask, alm, ek och oxel finns i rasbranten på Suderslätt. Fårbetet håller nere återväxten av träd.

### Jämförelse med Stora Karlsö
På Stora Karlsö togs de betande fåren bort 1887, medan de hölls kvar på Lilla Karlsö. Därigenom skapades ett ekologiskt experiment, unikt i världen. Under hundra år växte skillnaden mellan öarna. På Stora Karlsö utvecklades en allt ymnigare växtlighet i fårens frånvaro, men efter hand blev ön också gradvis allt mer förbuskad och igenväxt. 1995 återinfördes därför ett visst fårbete även på Storön.

## Besök
Båtförbindelse finns från Klintehamn under sommaren. En dagtur till ön innefattar naturvandring med guide. Ön har båtplatser som kan bokas men saknar kiosk och restaurang. Det finns också möjlighet till övernattning i strandstuga.
Ön ägs och förvaltas av Naturskyddsföreningen.